# Termos

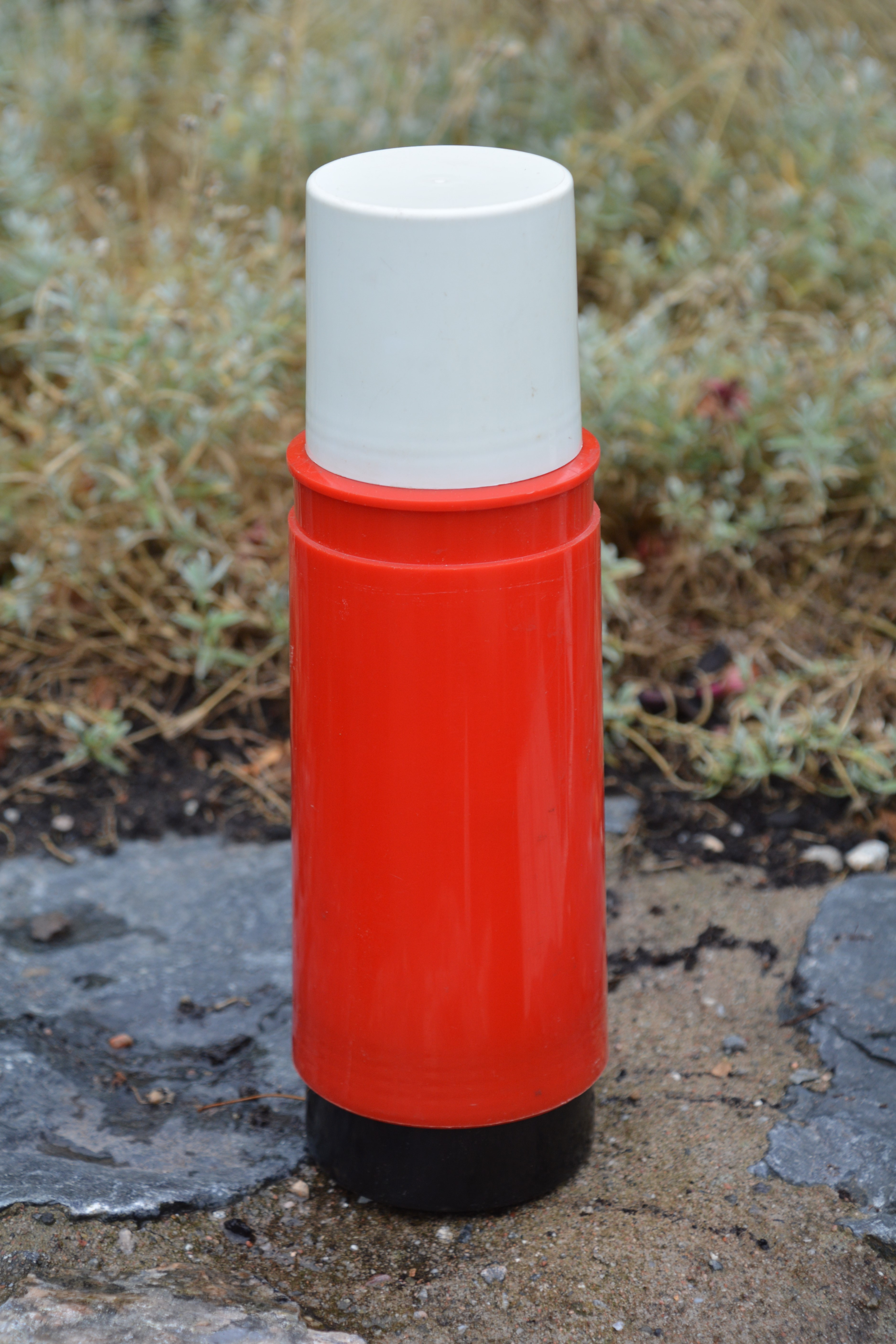
Termos i plast från Termoverken från 1960-talet, formgiven av Carl-Arne Breger

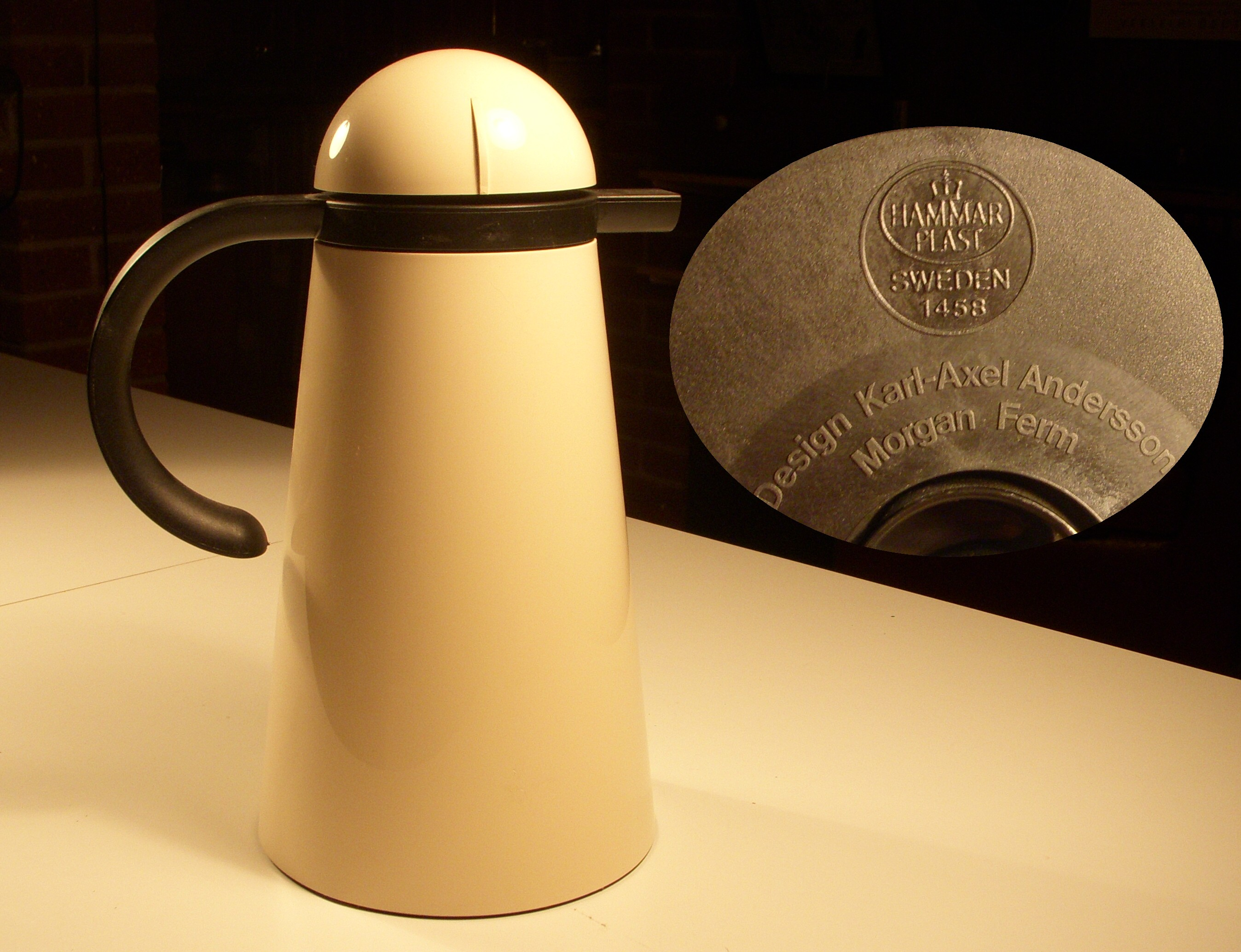
Karl-Axel Anderssons och Morgan Ferms termoskanna för Hammarplast

Termos, thermos eller termoskanna, är en temperaturisolerad behållare som främst används till att få drycker och mat och annat att behålla ursprunglig temperatur så länge som möjligt. Termos var ursprungligen ett varumärke för det tyska företaget Thermos AG. "Thermos" på grekiska betyder varm.
TV-kanna kallas den termoskanna med handtag och snås, som började användas i Sverige i slutet av 1950-talet.

## Historik
Isoleringskannans princip är baserad på en uppfinning av James Dewar 1874 och i Storbritannien kallas ofta isoleringskannor för Dewar-kärl ("Dewar vessel"). I Tyskland forskade Reinhold Burger om en praktisk användning av principen. Den 1 oktober 1903 fick han ett patent, som han 1909 sålde till "Thermos AG" i Berlin. Serieproduktionen av en isoleringskanna av märke "Thermos" startade 1920.

## Konstruktion
Termosens isoleringsförmåga kommer av att behållaren, termosflaskan, har dubbla väggar med vakuum däremellan. Eftersom det är vakuum mellan väggarna, finns ingen materia som kan leda värme. Ursprungligen tillverkades flaskan av glas. Den var stötkänslig och flaskan kunde lätt gå sönder om den fick en stöt. Under 1980-talet blev det vanligt med så kallade okrossbara termosar med flaskan tillverkad av rostfritt stål. Mattermosar har större kork för att medge bättre åtkomlighet till innehållet. Tidigare var termosens lock tillverkad av kork. Numera är det vanligt att locket är tillverkat i plast med en gummitätning och locket har ofta en ventil som medger att innehållet kan hällas ur termosen utan att locket behöver tas av.

## Tillverkning i Sverige
Den första termosfabriken i Sverige, Termoverken i Jönköping (med varumärket "Kokhett")  startade tillverkning 1915. Tre andra företag har också tillverkat termosar i Sverige: Trelleborgs Glasindustri, AB Termosindustri i Kalmar (med varumärket "Calmar termos") och Jönköpings vacuumindustri (med varumärket "June").